# Пюидеба, Патрик
Патрик Пюидеба (фр. Patrick Puydebat; 12 июля 1971, Нёйи-сюр-Сен) — французский актёр и телевизионный ведущий.
Стал известен благодаря исполнению одной из главных ролей (Николя) в сериале «Элен и ребята» и в его продолжениях — «Грёзы любви», «Каникулы любви» и «Тайны любви». Также снимался в отдельных эпизодах сериалов «Сан-Тропе»(«Sous le soleil» (фр.)), «RIS, police scientifique» (фр.), «SOS 18» (фр.). Пробовал свои силы в качестве драматурга и сценариста, телевизионного ведущего и продюсера.
В 2012 году на пару со своей коллегой из телесериала Элен и ребята, Элен Ролле принял участие в телеигре Ключи от форта Байяр, где их команда выиграла 22.440 Евро. Актёр принимал участие в телеигре Ключи от форта Байяр ещё раньше, в одном выпуске.

## Фильмография
- Элен и ребята (Hélène et les Garçons), 1992—1994 — Николя, участвовал в 273 сериях.
- Грёзы любви (Le Miracle de l'amour), 1994—1996 — Николя, участвовал в 74 сериях.
- Каникулы любви (Les Vacances de l'amour), 1996—2004 — Николя, участвовал в 150 сериях [2].
- Сан-Тропе (Sous le soleil), 2002 — Yann Kersen, участвовал в 1 серии.
- SOS 18, 2006 — Maitre Russot, участвовал в 1 серии.
- R.I.S, police scientifique, 2007 — Richard Groves, участвовал в 1 серии.[3]
- Анонимные актеры / Добро пожаловать в А.А. (Bienvenue aux acteurs anonymes / Bienvenue aux A.A.), 2012, короткометражный фильм.
- Тайны любви (Les Mystères de l'amour), 2011 — Николя Вернье
- Проклятие спящих, 2017 — Гаспар Белонж, коллекционер